# Тути Хэрати
Ту́ти Хэра́ти (индон. Toeti Heraty; 27 ноября 1933, Бандунг — 13 июня 2021, Джакарта) — индонезийская поэтесса, философ, историк искусства, участник феминистского движения Индонезии. Полное имя Тути Хэрати Руссено (индон.  Toeti Heraty Roosseno), после замужества Нурхади Руссено (индон. Noerhadi Roosseno).

## Краткая биография
Родилась 27 ноября 1933 года. В 1955 году окончила медицинский факультет Университета Индонезия (Джакарта), в 1974 году защитила магистерскую диссертацию по проблемам психологии в Лейденском университете, в 1979 году там же защитила докторскую диссертацию. Преподавала в Университете Паджаджаран (Бандунг) и Университете Индонезия. С 1994 года — профессор. В 1984 году училась по писательской программе в Айовском университете (США). Член Совета искусств Джакарты с 1968 года, в том числе в 1982—1985 гг. — его председатель. В 1998 году возглавляла также культурный фонд «Мира Будая». С 2006 года — член Академии наук Индонезии. Умерла 13 июня 2021 года.

## Творчество
Писала стихи с 1960-х гг. Первый авторский сборник «Стихи 33» вышел в 1974 году, второй «Мечты и претензии» — в 1982 году. Всего опубликовано 7 сборников. Стихи главным образом феминистской направленности с налётом иронии («Три моих любви», «Две женщины», «Цикл», «Женева в июле» и др.). Она избегала запутанных образов и литературных реминисценций. Её свободным по форме стихам присуща некоторая бесстрастность и рассудочность рафинированного интеллектуала. Принимала участие во многих международных поэтических фестивалях, в том числе в Роттердаме (1981 год). Стихи переведены на английский, голландский, немецкий, русский и французский языки.

## Критика. Оценка творчества
Тути Хэрати относится к числу поэтов, которые не боятся быть вне основного течения современной индонезийской поэзии, так что ей нелегко быть популярной. В её стихах нет атмосферы нежности. Как философ, она наполняет их категориями познания, для которых характерно сопоставление сознания и опыта. Вдохновением Тути для написания стихов служат не текущие события, а сознание и абстрактные понятия. В её стихах богатство мыслей, которые насыщаются живой мудростью. — Субагио Састровардойо (1989 год)

## Признание заслуг
- В 2003 году в связи с 70-летием поэтессы был издан посвящённый ей сборник статей «Парад жизни»[13].
- Премия Картини (2003)[14].
- Орден за заслуги в области развития культуры Bintang Budaya Parama Dharma от президента Индонезии (2017)[15].

## Семья
- Отец Раден Руссено Сурьохадикусумо (1908—1996), известный ученый, министр связи Индонезии (1953—1955).
- Мать РА Унтари.
- Братья и сёстры: Радиастути М. Руссено (р. 1935), Ханьото Руссено (р. 1937), Комета Руссено (р. 1938), Амалия Руссено (р. 1940), Дамаяти Руссено.
- Муж Эдди Нурхади, биолог (с 1958 — по 2021 гг.).
- Дети: Чита Читравинда, Инда Читраминда, Мигни Мириасанда, Дарвин Кирил Нурхади.

## Основные публикации
- Toeti Heraty. Sajak-sajak 33 (1973),
- Toeti Heraty. (ред.) Seserpih Pinang Sepucuk Sirih (1979),
- Toeti Heraty. Mimpi dan Pretensi (1982),
- Toeti Heraty. Aku dalam Budaya (1984),
- (ред.) Toeti Heraty. Manifestasi Puisi Indonesia-Belanda (1986, совместно с A.Teeuw),
- Toeti Heraty. Nostalgi, transendensi : pilihan sajak (in Indonesian). Jakarta: Gramedia Widiasarana Indonesia, 1995.
- Toeti Heraty. Antologi Puisi Indonesia 1997 (1977),
- Toeti Heraty. Sembilan Kerlip Cermin (2000).
- Toeti Heraty. Calon arang: kisah perempuan korban patriarki : prosa lirik (in Indonesian). Jakarta: Yayasan Obor Indonesia, 2000.
- Toeti Heraty. Hidup matinya sang pengarang. Jakarta: Yayasan Obor Indonesia, 2000.
- A Time, A Season: Selected Poems of Toeti Heraty (in Indonesian and English). Translated by John H. McGlynn. Jakarta: Lontar Foundation, 2003.
- Toeti Heraty. Warna-warni. Depok, Jakarta: Filsafat UI Press, Departemen Filsafat, Fakultas Ilmu Pengetahuan Budaya, Universitas Indonesia, 2008 (совместно с др.).
- (ред.) Toeti Heraty, Rainbow: 18 Indonesian women poets. Yogyakarta: Tera, 2008 (совместно с . Harry Aveling)
- Toeti Heraty. Puisi [Poems]. London: Enitharmon, 2008. ISBN 978-1-904634-79-9.
- Toeti Heraty. Akademi Jakarta mengenang 100 tahun Sutan Syahrir. Pasang surut idealisme : kajian «Renungan Indonesia» Sutan Syahrir . Jakarta: Galeri Cipta II Taman Ismail Marzuki, 2009.
- Toeti Heraty. Rainha Boki Raja: ratu Ternate abad keenambelas (in English and Indonesian). Depok, Indonesia: Komunitas Bambu, 2010. ISBN 978-979-3731-85-8.

## Переводы на русский язык
- Элегия (Elegi); Три моих любви (Cintaku Tiga); Всё в прошлом (Selesai); В порт (Ke Pelabuhan)[16].
- Три моих любви[17].